# Fröschau (Schwarzenbruck)
Fröschau ist ein Gemeindeteil der Gemeinde Schwarzenbruck im Landkreis Nürnberger Land (Mittelfranken, Bayern). Fröschau liegt in der Gemarkung Schwarzenbruck. Südlich vom Schwarzenbrucker Gemeindeteil befindet sich der aufgelassene Weiler Affalterbach.

## Lage

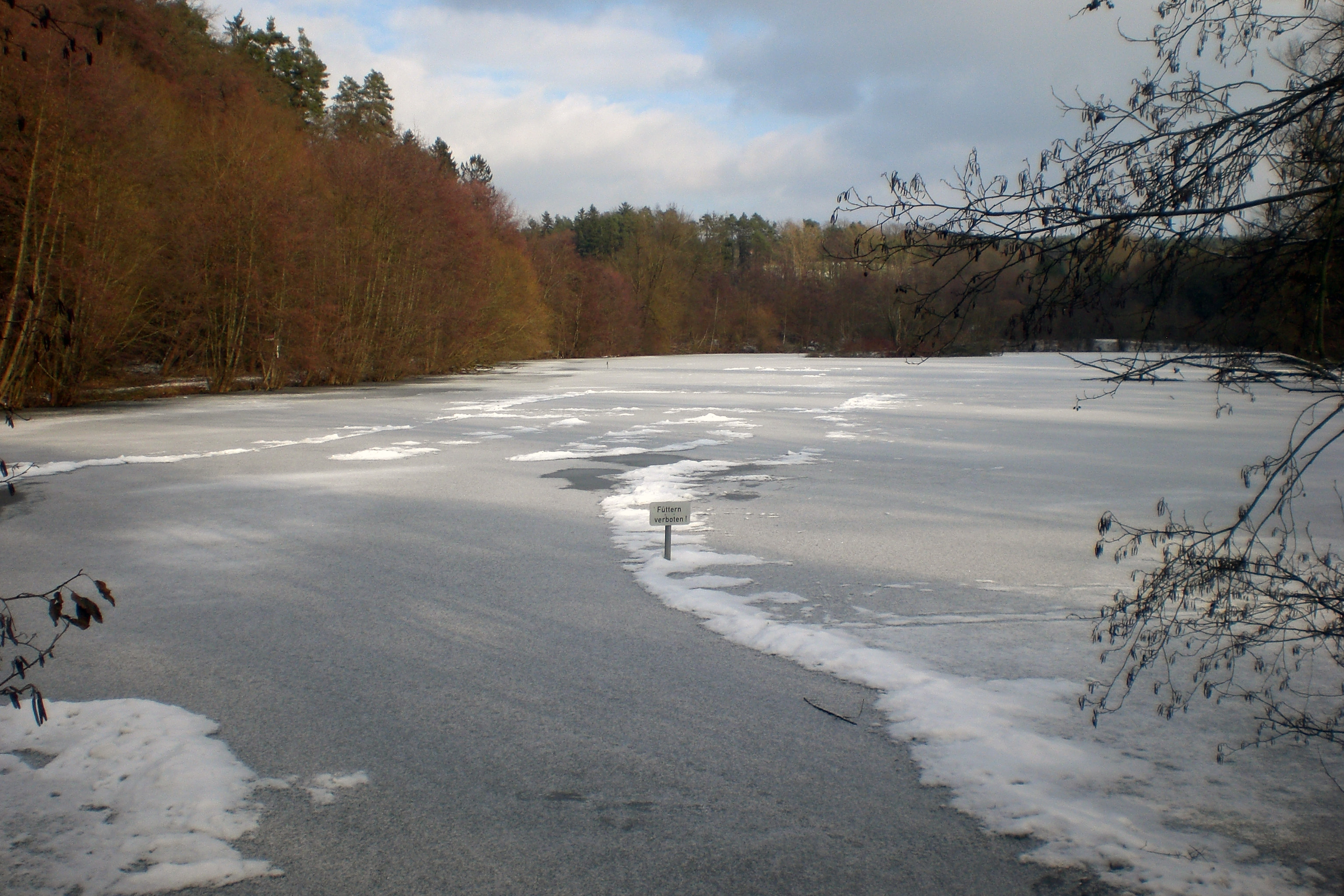
Fröschauer Weiher im Winter (2024)

Der Weiler liegt rechts der Schwarzach in Tallage. Im Norden fließt der Höhenbach vorbei, der die 200 Meter westlich gelegenen beiden Fröschauer Weiher speist. Nördlich davon liegt der Thanngraben, durch den der Jakobsweg führt. Die Staatsstraße 2401 verläuft nach Ochenbruck (1 km südwestlich) bzw. nach Pattenhofen (2,1 km östlich). Eine Gemeindeverbindungsstraße führt nach Altenthann (2,2 km östlich).

## Geschichte
Zwischen Schwarzenbruck und Burgthann lassen sich am Nordrand der Schwarzach die ersten menschlichen Spuren im 5. Jahrhundert vor Christus nachweisen. Diese sind als Bodendenkmal (D-5-6633-0045) ausgewiesen.
Die erste Erwähnung in einer Nürnberger Urkunde 1431 spricht nur vom Flurnamen im Zusammenhang mit Wiesen unterhalb des Rummelsberges. Der Hof selbst wird erst 1497 genannt, bestand damals aber  sicher schon länger. Besitzer war die Nürnberger Patrizierfamilie Mendel, die sich 1388 mit der sogenannten Zwölfbrüderstiftung einen Namen machte: Sie stifteten ein Altersheim für alleinstehende Handwerker. Und diese Heimbewohner wurden seit 1537 unterstützt durch Abgaben aus der Fröschau, nämlich Roggen für das Brot, 30 Käse, vier Hühner im Herbst und zwei Hennen zur Faßnacht. Das Ganze wurde erwirtschaftet auf fünf Äckern und fünf Wiesen mit ungefähr 5 Hektar Fläche, dazu kamen noch 6 Hektar Wald. Die Bauern selbst waren Familien aus der Umgebung, wie die Lang, Braun, Brunner, Rupprecht, Mayer und drei Generationen lang die Ottendörfer (1721–1805).
Seit 1560 geben uns die ältesten Karten einen ungefähren Eindruck vom Aussehen der Gebäude und 1599 erfahren wir von Plänen zum Neubau des Stadels und Innenausbau des Hauses. (Siehe die Karte von Weigel in bavarikon) Schwierig war für die Fröschauer Bauernfamilie die Lage als Einzelhof an einer befahrenen Straße. Die Bäuerin hatte Angst vor Überfällen, wenn ihr Mann weiter entfernt auf dem Feld oder zum Holz Verkaufen am Markt war. Deshalb beantragte der Hofinhaber 1753 die Einrichtung einer Nebenwohnung am Hof, die ihn 50 Taler für das weitere Feuerrecht kostete. Möglicherweise ist in dieser Zeit das kleine Fachwerkhaus an der Straße entstanden, später wohnten dort Taglöhner-Familien.
Fast 300 Jahre gehörte die Fröschau zum Landgebiet der Reichsstadt Nürnberg, bevor sie 1796 für zehn Jahre unter preußische Herrschaft kam, 1806 schließlich an das Königreich Bayern. Mit dem Gemeindeedikt (frühes 19. Jahrhundert) wurde Fröschau dem Steuerdistrikt Feucht und der Ruralgemeinde Moosbach zugewiesen. Der Hof selbst kam für rund ein Jahrhundert in die Hände der Rummelsberger Bauernfamilie Link, bis diese ihn 1907 mit 78 Tagewerk Land an das benachbarte Diakoniewerk, die Rummelsberger Anstalten, verkaufte. Das alte Gebäude steht unter Denkmalschutz. Am 12. September 1970 fing das Heu in einer Scheune Feuer, was zu einem Großbrand führte und noch Tage danach Nachlöscharbeiten erforderte.
Am 1. April 1971 wurde der Ort im Rahmen der bayerischen Gebietsreform nach Schwarzenbruck umgegliedert.